# Tomasz Seymour
Thomas Seymour (ur. ok. 1508, zm. 20 marca 1549) — angielski arystokrata, wuj króla Edwarda VI Tudora.

## Życiorys

### Pochodzenie
Thomas był czwartym synem Johna Seymoura i Margaret Wentworth. Miał cztery siostry. W maju 1536 jedna z nich — Jane — została trzecią żoną króla Henryka VIII Tudora. Thomas i jego starszy brat Edward jako najbliżsi członkowie rodziny królowej rozpoczęli swoje kariery na dworze królewskim.

### Plany małżeńskie
Thomas uchodził za przystojnego mężczyznę; był wysoki, dobrze zbudowany i odznaczał się urokiem osobistym. Cieszył się dużym powodzeniem u kobiet. Był bardzo ambitny; w związku z tym poszukiwał bogatej żony wśród najlepiej urodzonych dam w Anglii. Złożył propozycję małżeństwa byłej synowej króla, Mary Howard (wdowie po Henryku Fitzroyu), jednak odmówiła mu swojej ręki. Howardowie nie chcieli wiązać się z przedstawicielami rodziny Seymourów, ponieważ uważali ich za znacznie mniej arystokratyczny ród. Wykazywał również zainteresowanie małżeństwem z jedną z córek króla — Marią lub Elżbietą. Na początku 1543 nawiązał romans z Katarzyną Parr, której mąż John Neville od dłuższego czasu był bardzo chory i jego śmierć była kwestią czasu. Tuż po owdowieniu Katarzynie oświadczył się król Henryk. Thomas został dowódcą armii angielskiej w Brukseli i opuścił dwór a Katarzyna przyjęła propozycję króla i ich ślub odbył się w lipcu 1543.

### Powrót do Anglii
Thomas powrócił do Anglii pod koniec 1546 lub na początku stycznia 1547. Henryk VIII zmarł 28 stycznia 1547. Miesiąc później Thomas został lordem admirałem i baronem Sudeley. Brat Thomasa Edward, jako najstarszy wuj nowego króla Edwarda VI przejął rzeczywistą władzę w państwie i przyjął tytuł lorda protektora. Henryka VIII zgodnie z jego życzeniem pochowano obok siostry Thomasa Jane. Wybór miejsca pochówku miał znaczenie symboliczne — odtąd władza w kraju miała należeć do Edwarda i Thomasa Seymourów jako wujów niepełnoletniego nowego monarchy. Na mocy testamentu zmarłego króla jego córki miały objąć swój dwór, jednak Elżbieta była na to zbyt młoda i zamieszkała z królową-wdową.

### Ślub z Katarzyną Parr
Thomas wiedział, że nie uda mu się poślubić którejś z sióstr Edwarda VI. Wobec tego odnowił swój romans z Katarzyną Parr. Wdowa po królu, która dotychczas 3 razy wychodziła za mąż z obowiązku, przyjęła oświadczyny Seymoura, w którym była zakochana. W kwietniu lub maju 1547 w tajemnicy i bez zgody Rady Regencyjnej odbył się ich ślub. Z tego powodu król utracił zaufanie do swojej byłej macochy. Thomas zwrócił się m.in. do Marii z prośbą o akceptację ich małżeństwa, lecz ta mu swojego poparcia odmówiła.

### Relacja z Elżbietą Tudor
Elżbieta mieszkała wraz z byłą macochą i jej nowym mężem w Chelsea. Thomas najprawdopodobniej molestował seksualnie 14-letnią siostrę króla. W marcu 1548 Katarzyna uznała, że sprawy zaszły za daleko i odesłała Elżbietę do Cheshunt. Po tych wydarzeniach reputacja Elżbiety bardzo ucierpiała i znacznie zwiększyła dystans pomiędzy nią a jej starszą siostrą Marią.

### Konflikt z Lordem Protektorem
Niechęć pomiędzy Thomasem a jego bratem Edwardem narastała. Thomas był zazdrosny o jego władzę i wpływy na króla. Dodatkowo bratowa Thomasa, Anna Stanhope, popadła w konflikt z Katarzyną Parr z powodu pierwszeństwa w hierarchii oraz klejnotów, które miały przysługiwać jednej z nich jako najważniejszej kobiety w królestwie.

### Śmierć żony
7 września 1548 Thomas owdowiał. Katarzyna zmarła po porodzie swojego jedynego dziecka, córki Mary (nazwanej najprawdopodobniej na cześć Marii). Thomas czuwał przy umierającej żonie, która na łożu śmierci zapisała mu cały swój majątek. Thomas był zaskoczony śmiercią żony, która w chwili śmierci miała około 36 lat. Początkowo zwolnił całą jej służbę, jednak zmienił decyzję i cała świta przeszła do Jane Grey.

### Upadek
Thomas rozpoczął spiskować z królem przeciwko swojemu bratu. 17 stycznia 1549 został aresztowany i osadzony w Tower of London. Kilka dni później aresztowano również opiekunkę i skarbnika Elżbiety. Rada Regencyjna, na czele której stał Edward uznała go winnym zdrady i skazała na śmierć. Wyrok wykonano 20 marca 1549. Elżbieta skomentowała śmierć Thomasa słowami: Dziś zmarł człowiek wielkiego dowcipu i słabego umysłu.
Córka Thomasa i Katarzyny zmarła w wieku ok. 2 lat.